# Maria Luisa Poumaillou
Maria Luisa Poumaillou, née en 1951 au Vénézuela et morte le 6 avril 2015, est la fondatrice de la boutique parisienne « Maria Luisa » et une consultante en mode au Printemps (grands magasins).

## Biographie
Maria Luisa Poumaillou étudie les Sciences politiques à Paris et la littérature à Madrid. Elle ouvre sa première boutique avec son mari Daniel en 1988, rue Cambon à Paris. Elle distribue les marques John Galliano, Alexander McQueen, Martin Margiela, Helmut Lang, Nicolas Ghesquière, Rick Owens, Haider Ackermann, Christopher Kane ou Riccardo Tisci. Disposant, selon Nicolas Ghesquière, d'un « œil aiguisé », elle devient une référence dans le monde de la mode.